# Амалафріда
Амалафріда (460-526) — остготська принцеса, дочка короля Теодимира та його наложниці Ерелії (Ереліуви). Була сестрою короля Теодоріха Великого і матір'ю Теодата — обидва вони були королями остготів.

## Життєпис
Жила в украй неспокійну епоху безперервних воєн, пов'язаних з Великим переселенням народів, падінням Західної Римської імперії, вторгненням варварських племен на Балканський півострів. Її брат Теодоріх Великий переміг Одоакра, об'єднав розрізнені племена остготів у єдину державу на Балканах. Королівство Теодоріха займало Східні Балкани, всю Італію та Сицилію.
У 500 для зміцнення відносин з вандалами, що на той час контролювали Північну Африку, Сардинію і Корсику, король Італії Теодоріх вирішив укласти альянс з королем вандалів і аланів Тразамундом і видав за нього овдовілу сестру Амалафріду. Разом з нею до вандалів до Карфагену прибули 1 000 готських воїнів і 5 000 слуг як посаг.
Після смерті Тразамунда його наступником став Хільдеріх. Він намагався збільшити свій вплив за допомогою тісніших взаємин з католицькою церквою та Східною Римською імперією. Для цього, навіть не зайнявши трон, Хільдеріх наказав повернути з посилання католицьких єпископів і поповнити вакантні місця в єпископствах. Аріанка Амалафріда була різко проти такої політики вандалів. Хільдеріх звинуватив її у підготовці перевороту і наказав стратити. Разом з нею перебиті і всі готи з її почту. Теодоріх, збираючись помститися за свою сестру, почав збирати військо для походу на Карфаген і набрав значний флот, але під час військових приготувань помер (526)).
У Амалафріди було двоє дітей — Теодахад і Амалаберга, відомостей про їхніх батьків історія не зберегла.